# Videonews
Videonews è una testata giornalistica italiana che si occupa, trasversalmente, di diversi programmi d'informazione e approfondimento giornalistico in onda sulle tre più importanti reti generaliste di Mediaset. Agisce in autonomia all'interno del gruppo, come il TG5, e collabora saltuariamente con la redazione di TGcom24.

## Storia

### L'era pre-notiziari e i contenitori sportivi (1987-2004)
La struttura nacque nel 1987, come testata giornalistica principale dell'azienda televisiva Fininvest, a capo di Canale 5, Italia 1 e Rete 4, che ancora non annoveravano nel loro palinsesto le testate giornalistiche di rete. Diretta da Bruno Bogarelli, si occupava di numerosi programmi già presenti nei palinsesti delle tre reti, tra cui Record, condotto da Giacomo Crosa, Jonathan - Dimensione avventura, condotto da Ambrogio Fogar, Big Bang, con Jas Gawronski, Monitor, con Guglielmo Zucconi, Alessandro Cecchi Paone e Paolo Garimberti, Controcorrente, Parlamento in e Tivù Tivù. Una delle prime trasmissioni nate sotto questa testata è stata Buongiorno Italia, contenitore mattutino in onda dal marzo 1987 condotto da Fiorella Pierobon. Dopo due anni, la direzione della testata passò per un breve periodo a Francesco Damato e, sempre nel 1989, a Emilio Fede (che nel 1991 avrebbe diretto anche il nascente telegiornale di Italia 1 Studio Aperto). Sotto la direzione di Fede, la testata produsse le prime forme di notiziario delle emittenti Mediaset, in onda senza conduttore, poi sfociate nei notiziari ufficiali delle tre reti, TG4 (Rete 4), TG5 (Canale 5) e Studio Aperto (Italia 1), totalmente indipendenti da Videonews. Proprio per dirigere il TG4 (Rete 4) Fede lasciò la direzione della testata, passata nel 1992 a Clemente Mimun, nel 1994 ad Alessandro Banfi e successivamente a Ettore Rognoni. Nel corso degli anni novanta, in seguito alla nascita dei principali telegiornali delle emittenti, la testata decise di ridurre la sua attività producendo principalmente programmi di approfondimento sportivo e curando una quantità nettamente inferiore di trasmissioni di approfondimento, tra cui Superpartes. Nel 2000, la direzione passò a Paolo Liguori e Videonews si espanse.

### I contenitori televisivi (dal 2002)
Il 5 aprile 2004 nacque Secondo voi, una rubrica giornaliera condotta da Paolo Del Debbio. Nuovo direttore di Videonews divenne Mauro Crippa e con la sua guida i programmi della testata si moltiplicarono gradualmente con la nascita di La zona rossa, condotto da Marco Taradash, e L'antipatico, programma settimanale di seconda serata in onda su Canale 5 con la conduzione di Maurizio Belpietro. Il 2005 vide invece la partenza di altri titoli sotto la testata diretta da Crippa: Liberitutti, seconda serata di Rete 4 condotta da Irene Pivetti poi promossa in prima serata, L'incudine di Claudio Martelli e in particolar modo, dal settembre 2005, Matrix, condotto da Enrico Mentana in seconda serata su Canale 5.
Dall'aprile 2006 (un mese prima della nomina di Giorgio Mulé come nuovo direttore), Videonews ampliò il raggio di azione ereditando dal TG5 Verissimo (a quel tempo condotto da Paola Perego), programma a cui la redazione della struttura avrebbe dato una nuova identità come rotocalco televisivo autonomo e settimanale in onda il sabato pomeriggio, con la conduzione di Silvia Toffanin, e rivolto prettamente alla cronaca rosa e al gossip, e creando anche il nuovo talk pomeridiano di Canale 5 Buon pomeriggio, presentato da Maurizio Costanzo, che però sarebbe durato solamente una stagione (2006-2007) a causa dei bassi risultati di ascolto. Nella stagione televisiva 2006/2007 sono andati in onda anche Tempi moderni, seconda serata presentata da Irene Pivetti su Retequattro, e Kosmos - un mondo di notizie, curato da Giorgio Mulé, direttore della testata in quella stagione prima di cedere il posto, nell'ottobre 2007, a Claudio Brachino, già conduttore di Top Secret, a sua volta curato da Videonews.
Nel gennaio 2008, la testata ampliò ancora il suo raggio d'azione nella programmazione delle tre reti Mediaset grazie all'azione di Brachino: il 10 giugno 2013 la direzione di Videonews passò a Mario Giordano, ma il 24 gennaio 2014 tornò di nuovo a Brachino poiché Giordano venne nominato direttore del TG4 (Rete 4) al posto di Giovanni Toti.

#### I programmi del day-time di Canale 5 (dal 2008)
Proprio sotto la direzione di Claudio Brachino, la testata tornò a curare la fascia oraria del primo mattino di Canale 5, producendo il nuovo rotocalco quotidiano Mattino Cinque, in onda dal lunedì al venerdì nella fascia mattutina e condotto dal direttore insieme a Barbara D'Urso; sempre nel 2008, oltre a lanciare la trasmissione Storie di confine curato da Mimmo Lombezzi, eredita da Studio Aperto (Italia 1) il programma Lucignolo, curandone l'ultima edizione in onda nell'estate dello stesso anno. In seguito al successo del contenitore del mattino, dalla stagione televisiva 2008-2009 venne avviato anche il nuovo rotocalco pomeridiano Pomeriggio Cinque, condotto anch'esso dalla D'Urso, che riprese la formula della trasmissione mattutina. Seguì nella stagione 2009-2010 il nuovo contenitore domenicale Domenica Cinque, condotto prima da Barbara d'Urso e poi da Federica Panicucci con Claudio Brachino: il programma terminò il 29 aprile 2012, per bassi ascolti. Da queste trasmissioni vennero tratti altri programmi, anche sperimentali, di Canale 5 come A gentile richiesta, talk preserale estivo di Canale 5 in onda dal 7 giugno al 9 luglio 2010, Capodanno Cinque, in onda dal 2010 al 2013, e Stasera che sera!, show di prima serata della domenica (durato solo due puntate), tutti condotti da Barbara d'Urso. Nel giugno 2012 andò in onda Pomeriggio Cinque Cronaca, condotto dalla giornalista Alessandra Viero. In luglio sempre su Canale 5 andò in onda il nuovo rotocalco di prima serata Quinta colonna, condotto da Salvo Sottile: la formula del programma fu un flop in termini di ascolti. Dal 7 ottobre 2012 Domenica Cinque si trasformò in Domenica Live, condotto da Alessio Vinci (reduce da Matrix) e Sabrina Scampini, completamente rinnovato, rivisitato e ristrutturato: dopo sole quattro puntate, causa bassi ascolti, a partire dal 4 novembre la conduzione passò a Barbara d'Urso, portando a termine la prima edizione (conclusasi il 28 aprile 2013) con ascolti appena sufficienti (media 12%). Il 10 giugno 2013 la direzione della testata passò da Brachino a Mario Giordano; durante la sua direzione dal 10 settembre 2013 tornò in onda, dopo una stagione di pausa, Matrix con la conduzione di Luca Telese nella seconda serata di Canale 5; Federico Novella sostituì Paolo Del Debbio nella conduzione di Mattino Cinque, la seconda edizione di Domenica Live partì il 29 settembre 2013 e a causa di una controversia accaduta in questo programma. Giordano venne sollevato dal suo incarico il 24 gennaio 2014, succeduto nuovamente da Brachino.

#### I programmi in prima serata su Rete 4 (dal 2010)
Dal 7 marzo 2010 Videonews ha prodotto per Rete 4 Quarto grado, un rotocalco di prima serata condotto da Salvo Sottile e Sabrina Scampini ottenendo un buon successo di ascolti e di critica. Da un'idea di Giuseppe Feyles, nel luglio 2011, per tre puntate settimanali al giovedì sera, va in onda, con la conduzione di Alessandro Banfi, il nuovo talk politico La versione di Banfi, ma fu un mezzo flop di ascolti nonostante l'ottimo giudizio ottenuto dalla critica: nonostante questo, il programma torna in autunno  con il titolo Blog - La versione di Banfi, ma anche questa formula ottenne bassi ascolti e quindi il programma venne cancellato (anche a causa di una controversia) e sostituito da film in replica. Il 27 agosto 2012 Quinta colonna sbarcò su Rete 4 dove diventò un talk politico con la conduzione di Paolo Del Debbio il lunedì in prima serata. La nuova formula registrò buoni risultati rispetto alla precedente edizione estiva su Canale 5: il 22 aprile 2013 sempre Del Debbio inaugurò nella fascia oraria dell'access prime time (cioè dalle 20:30 alle 21:15 circa) una piccola versione quotidiana del programma, Quinta colonna - Il quotidiano, in onda dal lunedì al venerdì, ottenendo buone recensioni dalla critica e alcune volte riuscì anche a battere la storica trasmissione di LA7 Otto e mezzo condotta da Lilli Gruber. Dal 7 ottobre 2012 Videonews ereditò dal TG5 il rotocalco settimanale Terra! condotto da Toni Capuozzo. Il 2 luglio 2013 Salvo Sottile lasciò Mediaset a causa di alcuni contrasti con la dirigenza e quindi l'allora neo-direttore di Videonews Mario Giordano nominò Gianluigi Nuzzi come nuovo conduttore, insieme a Sabrina Scampini già presente nel programma e confermata (anche se poi avrebbe lasciato il posto ad Alessandra Viero a causa della maternità), del talk di cronaca nera Quarto grado. Il 6 dicembre 2013 Quinta colonna - Il quotidiano venne cancellato a causa del costo eccessivo.

#### Le trasmissioni prodotte per Italia 1 (dal 2011)
Nell'estate 2011 andò in onda il rotocalco di prima serata Tabloid su Italia 1, condotto da Monica Gasparini, Silvia Carrera e Monica Coggi, con un buon riscontro Auditel. Il principale programma di Videonews prodotto per Italia 1 fu il rotocalco di seconda serata Confessione reporter, condotto da Stella Pende, con ottime recensioni da parte della critica e con buoni ascolti: dal 27 maggio 2012 per 8 puntate settimanali andò in diretta la seconda edizione, dal 9 maggio 2013 andò in onda la terza edizione per 5 puntate settimanali, dal 16 aprile 2014 andò in onda la quarta edizione per 8 puntate settimanali. Dal 9 marzo 2015 andò in onda Fattore umano.

## Struttura dirigenziale

### Direttori
- Bruno Bogarelli (1987-1989)
- Francesco Damato (1989)
- Emilio Fede (1989-1992)
- Clemente J. Mimun (1992-1994)
- Alessandro Banfi (1994-1997)
- Ettore Rognoni (1997-2000)
- Paolo Liguori (2000-2003)
- Mauro Crippa (2003-2006, dal 2019)
- Giorgio Mulé (2006-2007)
- Claudio Brachino (2007-2013, 2014-2019)
- Mario Giordano (2013-2014)

### Vicedirettori
- Giorgio Medail (1987-2007)
- Piero Vigorelli (1989-2003)
- Alessio Picone (2003-2005)
- Carlo Maria Lomartire
- Enrico Parodi
- Giorgio Mulé (2005)
- Alessandro Banfi (2006-2010)
- Alessio Vinci (2009-2013)
- Rosanna Ragusa (2010-2011)
- Salvo Sottile (2010-2013)
- Giuseppe Novero (2009-2016)
- Siria Magri (2010-2019)
- Emanuela Fiorentino (dal 2019)
- Giuseppe Brindisi (dal 2022)
- Gianluigi Nuzzi (dal 2013)

### Condirettori
- Alessandro Banfi (2010-2013)
- Rosanna Ragusa (2016-2018)
- Siria Magri (dal 2019)

## Programmi televisivi

### Attuali
- Le Iene (dal 1997)
- Verissimo (dal 2006)
- Quarto grado (dal 2010)
- Confessione reporter (dal 2012)
- X-Style (dal 2012)
- Quarta Repubblica (dal 2018)
- Fuori dal coro (dal 2018)
- Dritto e rovescio (dal 2019)
- The Royal Saga (2019-2021, dal 2024)
- Mattino Cinque News (dal 2020)
- Zona bianca (dal 2021)
- Morning News (dal 2021)
- Le Iene presentano: Inside (dal 2022)
- È sempre Cartabianca (dal 2023)
- 4 di sera (dal 2024)
- 4 di sera Weekend (dal 2024)
- 4 di sera News (dal 2025)
- Dentro la notizia (dal 2025)

### Passate
In ordine storico esse sono:
- Parlamento In (1986-1988)
- Tivù Tivù (1987-1988)
- Secondo voi (2004-2010)
- La zona rossa (2004-2005)
- L'antipatico (2004-2006)
- Liberitutti (2005-2006)
- L'incudine (2005-2006)
- Tempi moderni (2006-2007)
- Kosmos - Un mondo di notizie (2006-2007)
- Storie di confine (2008-2009)
- Lucignolo/Lucignolo 2.0 (2008, 2013-2014)
- Mattino Cinque (2008-2021)
- Pomeriggio Cinque (2008-2025)
- Domenica Cinque (2009-2012)
- A gentile richiesta (2010)
- Stasera che sera! (2011)
- Pomeriggio Cinque Estate (2011)
- Tabloid (2011)
- La versione di Banfi (2011)
- Pomeriggio Cinque Cronaca (2012)
- Quinta colonna - Il quotidiano (2013)
- Fattore umano (2015)
- Notorius (2015)
- Quinta colonna (2012-2018)
- W l'Italia - Oggi e domani (2018)
- Il terzo indizio (2016-2018)
- Segreti e delitti (2014-2015, 2019)
- Stasera Italia (2019-2024)
- Stasera Italia - Estate (2019)
- CR4 - La Repubblica delle Donne (2018-2020)
- Domenica Live (2012-2021)
- Live - Non è la d'Urso (2019-2021)
- Buoni o cattivi (2021)
- Pomeriggio Cinque News (2021-2022, 2024-2025)
- Matrix (2005-2019, 2020, 2023)
- Controcorrente (2021-2023)
- Controcorrente - Prima serata (2021-2023)
- Stasera Italia - Weekend (2019-2021, 2023)
- Pensa in grande (2019-2024)
- Stasera Italia - News (2020-2021)
- Prima di domani (2024)
- Gioco sporco - I misteri dello sport (2024)
- Mattino 4 (2024-2025)
- Le Iene presentano: Vite spericolate (2024)
- È sempre Cartabianca di domenica (2024)